# アリダイオス
アリダイオス（希：Aρριδαιoς, ラテン文字転記：Arridaios、生没年不明）は、アレクサンドロス3世（大王）に仕えたマケドニア王国の将軍であり、ディアドコイの一人である。
アリダイオスは紀元前323年に大王が死んだ時、その遺体をエジプトのアモンの神殿へと運ぶ任についた。アリダイオスはこの大仕事のための準備に2年を費やした後、紀元前321年に実行し、エジプトを支配するプトレマイオスに遺体を渡した。その後、アレクサンドロス没後のマケドニアの実力者の摂政ペルディッカスと諸将との間で戦争が起こり、エジプトでペルディッカスが殺害された。アリダイオスとペルディッカス殺害に加わった将軍ペイトンはプトレマイオスによって後任の摂政に指名されたが、アレクサンドロスの異母兄ピリッポス3世の妻エウリュディケ2世の猛反対を受け、彼女の圧力のために彼らは紀元前321年に開催されたトリパラディソスの軍会の決定によりその地位にとどまることはできず、摂政の地位はピリッポス2世の代から仕えていた重臣アンティパトロスのものになった。しかし、同時に行われた属領の分割ではアリダイオスはヘレスポントス・フリュギアの太守位を得た。
紀元前319年のアンティパトロスの死後、アリダイオスは勢力拡大を目論むフリュギア太守アンティゴノスの攻撃に備えて諸都市の守りを固めようとし、それを拒んだキュジコスに攻撃をかけたが失敗した。これはかえってアンティゴノスに罪のないキュジコスを攻撃したとしてアリダイオスの太守位辞任を要求する口実を与えることになり、辞任を拒んだアリダイオスはアンティゴノスの攻撃を受けた。アリダイオスは同じくアンティゴノスと対立するカッパドキア太守エウメネスとの共闘を目論むも失敗し、アンティゴノスによってキオスに投獄された。これを最後にアリダイオスの歴史上の記録は途切れた。アリダイオスがいつ死んだのかは不明である。

## 註
1. ↑  ディオドロス, XVIII. 3
2. ↑  ユスティヌス, XIII. 4
3. ↑  ディオドロス, XVIII. 28
4. ↑  ibid, XVIII. 36
5. ↑  ibid, XVIII. 39
6. ↑  フォティオス, cod. 92
7. ↑  ディオドロス, XVIII. 51, 52